# Pěší pluk 4
Pěší pluk 4 „Prokopa Holého“ byl pěší pluk, vojskové těleso branné moci Republiky československé. Existoval v letech 1920 až 1938. Vznikl 30. září 1920 v rámci unifikace Československé armády sloučením 4. střeleckého pluku ruských legií a 18. pěšího pluku domácího vojska, a to na základě výnosu Ministerstva národní obrany čj. 5.700-org.1919.
Dne 30. 9. 1920 mu bylo uděleno čestné jméno „Prokopa Holého“, které odkazovalo na jeho legionářské tradice. Pěší pluk 4 se tak stal jedním z 45 útvarů československé armády, kterému se v meziválečném období dostalo této pocty.
Pluk oficiálně zanikl ke dni 24. září 1938. Poslední zápis v plukovní kronice nese datum 23. března 1939, přičemž celá výstroj, zařízení a výzbroj pluku padla do rukou Wehrmachtu.

## Části pluku

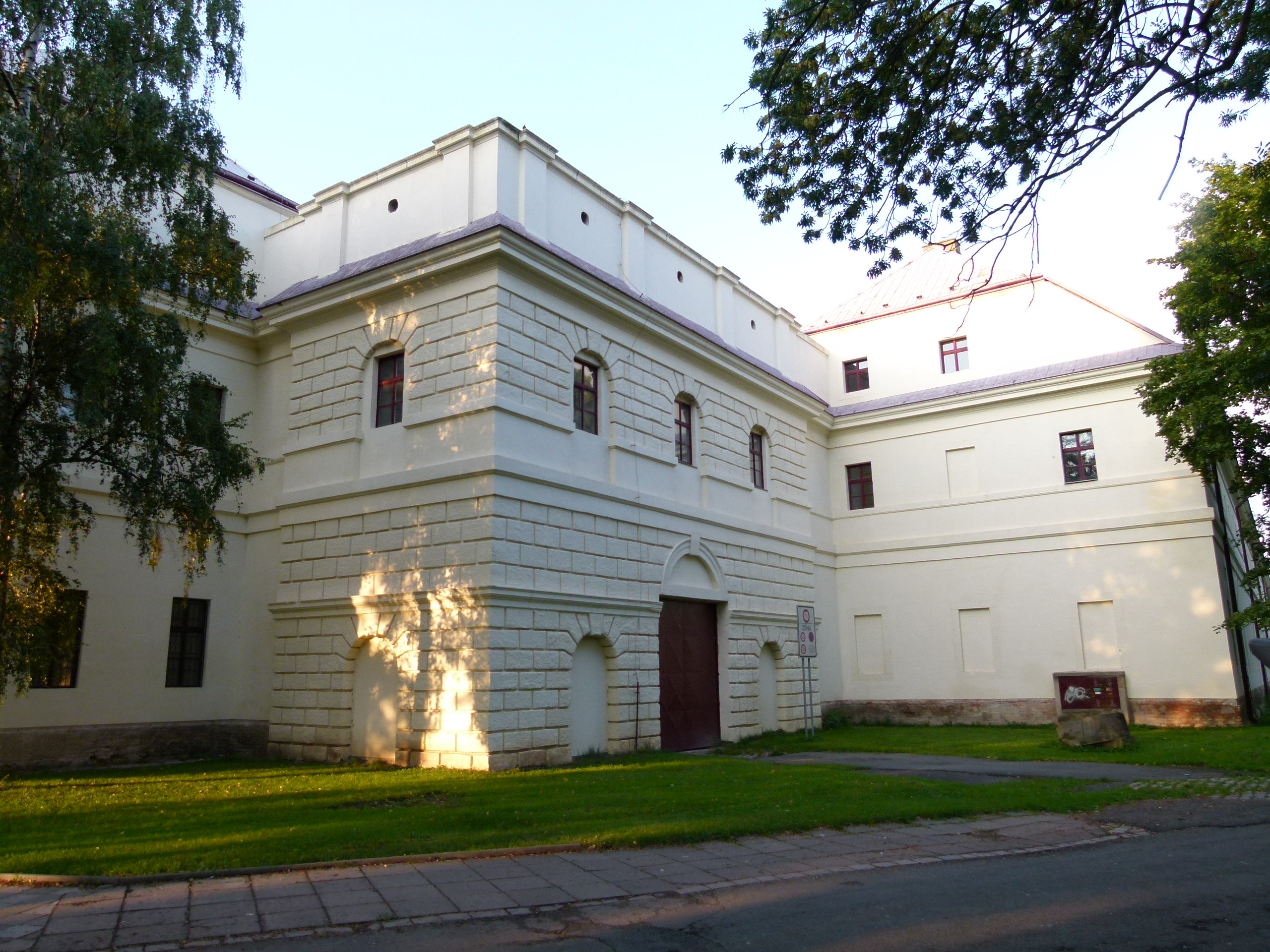
Pěchotní kasárna v Hradci Králové

Pluk sestával z velitelství s hospodářskou správou, technickou správou, pomocnou rotou, technickou rotou a plukovní hudbou. Dále jej tvořily především I. pěší prapor, II. pěší prapor, III. pěší prapor, náhradní prapor a od října 1935 v rámci probíhající zásadní modernizace čs. armády také rota doprovodných zbraní vyzbrojená kanony proti útočné vozbě vz. 34 ráže 37 mm a minomety vz. 36 ráže 80 mm. Od ledna 1938 k pluku patřila rovněž rota velkých kulometů proti letadlům, vyzbrojená protiletadlovými kanony ráže 20 mm vz. 36.
Velitelství pluku se od počátku existence útvaru nacházelo v Hradci Králové ve Starých, tedy pěchotních (neboli Vodičkových) kasárnách. V těchto kasárnách byla umístěna hospodářská správa pluku, technická správa pluku, pomocná rota pluku a plukovní hudba. Většina pěšího praporů sídlila v Gayerových kasárnách.
Všechny části útvaru ale nebyly celou dobu dislokovány v Hradci Králové:
- I. pěší prapor byl od září 1936 umístěn v Dobrušce,
- II. pěší prapor se do Hradce Králové dostal teprve v lednu 1921, do té doby byl dislokován v Berehovu na Podkarpatské Rusi,
- III. pěší prapor byl původně dislokován v Minaji nedaleko Užhorodu, od ledna 1921 se přestěhoval do Pardubic, v listopadu téhož roku do Josefova a v říjnu 1933 teprve do Hradce Králové, do Gayerových kasáren.[1]

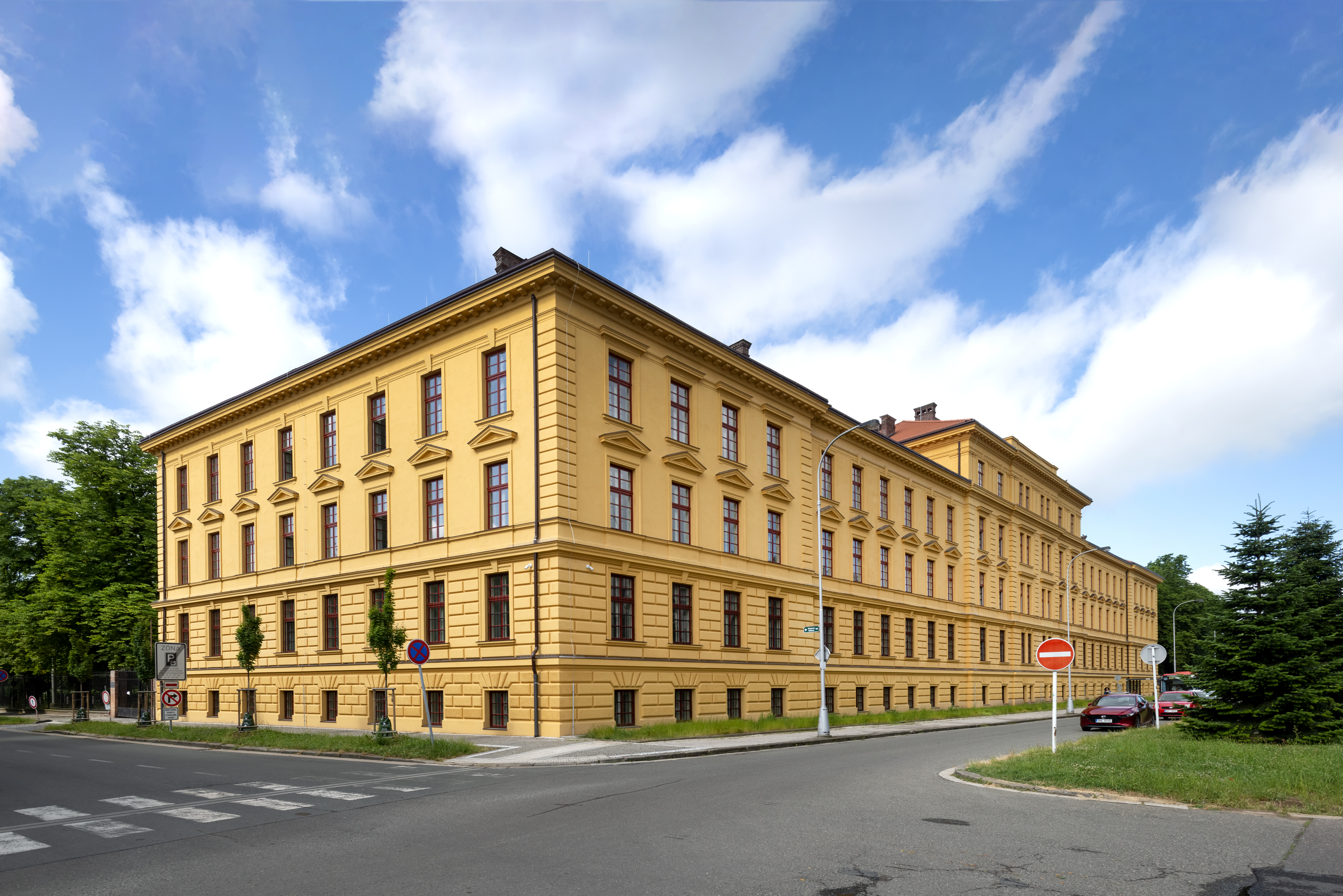
Gayerova kasárna

V Gayerových kasárnách kromě I. a II. pěšího praporu sídlila od října 1935 v rámci pluku zřízená rota doprovodných zbraní a od ledna 1938 rota velkých kulometů proti letadlům.

## Velení pluku

### Přehled velitelů

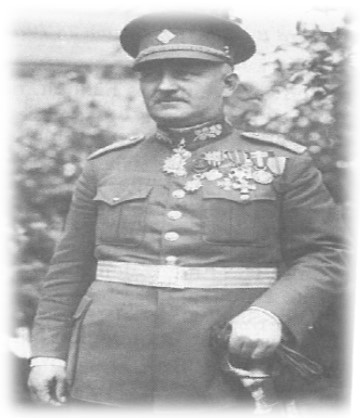
Josef Kroutil

- 29. 9. 1920 – 19. 2. 1921 Josef Kroutil (podplukovník pěchoty)
- 19. 2. 1921 – 19. 7. 1923 Emil Václav Linhart (podplukovník pěchoty)
- 19. 7. 1923 – 1. 4. 1926 Emil Václav Linhart (plukovník pěchoty)
- 1. 4. 1926 – 1. 10. 1926 Antonín Stonek (podplukovník pěchoty)
- 1. 10. 1926 – 4. 5. 1928 Ivan Chalupa (podplukovník pěchoty)
- 4. 5. 1928 – 31. 12. 1932 Ivan Chalupa (plukovník pěchoty)
- 31. 12. 1932 – 29. 8. 1933 Ladislav Beneš (podplukovník pěchoty)
- 29. 8. 1933 – 31. 12. 1933 Ivan Chalupa (plukovník pěchoty)
- 31. 12. 1933 – 31. 10. 1937 Metoděj Cagaš (plukovník pěchoty)
- 31. 10. 1937 – 24. 9. 1938 Jan Obručník (plukovník generálního štábu)[2]

### Josef Kroutil
Velitelem pluku v prvním období byl podplukovník pěchoty, pozdější divizní generál, Josef Kroutil (1879–1936), který od července 1917 sloužil v ruských legiích. V březnu 1919 převzal 4. střelecký pluk a vrátil se s ním do Československa.

### Emil Václav Linhart
Po Kroutilovi převzal velení 4. pěšího pluku plukovník pěchoty Emil Václav Linhart (1889–1959), veterán jednotek srbských dobrovolníků a bojů v Dobrodrudži v květnu 1916.
Linhart v lednu 1917 vstoupil do ruských legií a od února 1918 velel rotě 2. střeleckého pluku ruských legií. Absolvoval boje na transsibiřské magistrále a v květnu 1919 se poprvé dostal do kontaktu se 4. střeleckým plukem, když se stal zástupcem jeho velitele. Poté, co od pluku v listopadu 1925 odešel, pokračoval v kariéře – velel Pěchotnímu učilišti a v zářijové mobilizaci roku 1938 mu podléhaly jednotky Hraničního pásma XI na Blšance a Ohři. Po svém penzionování v prosinci 1939 se zapojil do odboje, od června 1942 do osvobození byl vězněn.

### Jan Obručník
Od konce října 1937 velel pluku plukovník generálního štábu Jan Obručník, patrně nejkontroverznější postava spjatá s historií pluku. Šlo o rakousko-uherského důstojníka, absolventa Tereziánské vojenské akademie ve Vídni, který první světovou válku strávil v několika štábních funkcích v týlu ruské a italské fronty a který se již 11. listopadu 1918 přihlásil na československém vyslanectví ve Vídni do armády konstituující se ČSR. Ve 20. letech vystudoval Vysokou školu válečnou v Praze, působil na štábu Zemského vojenského velitelství v Praze a vystřídal velení několika útvarům pěchoty ve Slezsku. Jeho velení pěšímu pluku 4 charakterizoval nadřízený brigádní generál Karel Kutlvašr, velitel Hraniční oblasti 35, jako sabotáž: „1. oddaloval a nakonec neprovedl velitelské cvičení v terénu, 2. nepřepracoval včas plán zajištění hranic, 3. z hrubé a nepochopitelné nedbalosti neprovedl zvlášť důležitý rozkaz generála Sergeje Vojcechovského (velitele I. armády), týkající se obsazení pevnůstek podél výpadových silnic do Německa v únoru 1938. Tento rozkaz zavřel do stolku, nikomu ho nepředal a odjel klidně na dovolenou. Od 15. března 1939 se choval k německým důstojníkům kavalírsky, až to bylo těmto samotným trapné. Zval je do důstojnické jídelny a pověřil jednoho důstojníka jemu podřízeného úkolem, aby německým důstojníkům ukázal noční Hradec a použil k tomu účelu peněz z důstojnického fondu.“
Plukovník Obručník působil coby generál III. třídy Vládního vojska nejprve na generálním inspektorátu, posléze jako náčelník štábu jednotek Vládního vojska umístěných v Itálii od května do října 1944. Dostával se do konfliktu s velitelem Vládního vojska generálem Emingerem, kvůli své neustálé snaze o nahrazování češtiny němčinou u jednotek, službě svého syna ve Wehrmachtu, prosazování pozdravu zdviženou pravicí coby oficiálního pozdravu Vládního vojska, vyvěšování portrétů Adolfa Hitlera v úředních místnostech, vyžadování písemného potvrzení na poslechy projevů Emanuela Moravce od svých podřízených, vřelého vztahu k SS a Gestapu, kterému posílal udání na rodiny těch příslušníků Vládního vojska, kteří zběhli k italským partyzánům. V lednu 1947 byl generál Obručník odsouzen k doživotnímu žaláři. Prezidentskou amnestií mu byl v roce 1954 trest snížen na 20 let. I ve vězení se nevzdal svých sympatií k nacismu a protektorátnímu režimu. Byl propuštěn na velkou prezidentskou amnestii 10. května 1960 a zemřel 2. března následujícího roku v domově důchodců v Jablonné nad Vltavou.

## Společenský život
Jako každá jednotka čs. armády se i pěší pluk 4 „Prokopa Velikého“ aktivně účastnil společenského života města, kde byl umístěn. Např. dne 3. 6. 1934 navštívil u příležitosti Dne brannosti město Hradec Králové čerstvý náčelník Hlavního štábu armádní generál Ludvík Krejčí. Měl k městu vztah, jelikož zde na přelomu 20. a 30. let velel 4. divizi a rovněž se mu zde narodila dcera. Jednalo se o jednu z jeho cest po vojenských posádkách po jeho jmenování náčelníkem Hlavního štábu branné moci Republiky československé. Součástí akce byl průvod Pospíšilovu třídou, Velkým náměstím, Wilsonovým (dnes Pražským) mostem a Gayerovými kasárnami. Veřejnosti byl předveden šerm bodákem pěší čety a výcvik kulometné čety.
Pravidelně byly slaveny narozeniny prezidenta republiky, a to špalírem svítilen v ulicích města, slavnostní večerkou a budíčkem a přehlídkou na dvoře Starých kasáren. Dále bylo připomínáno výročí bitvy u Lipjag, výročí smrti Milana Rastislava Štefánika, výročí bitvy u Zborova na Velkém náměstí u velitelství 4. divize.

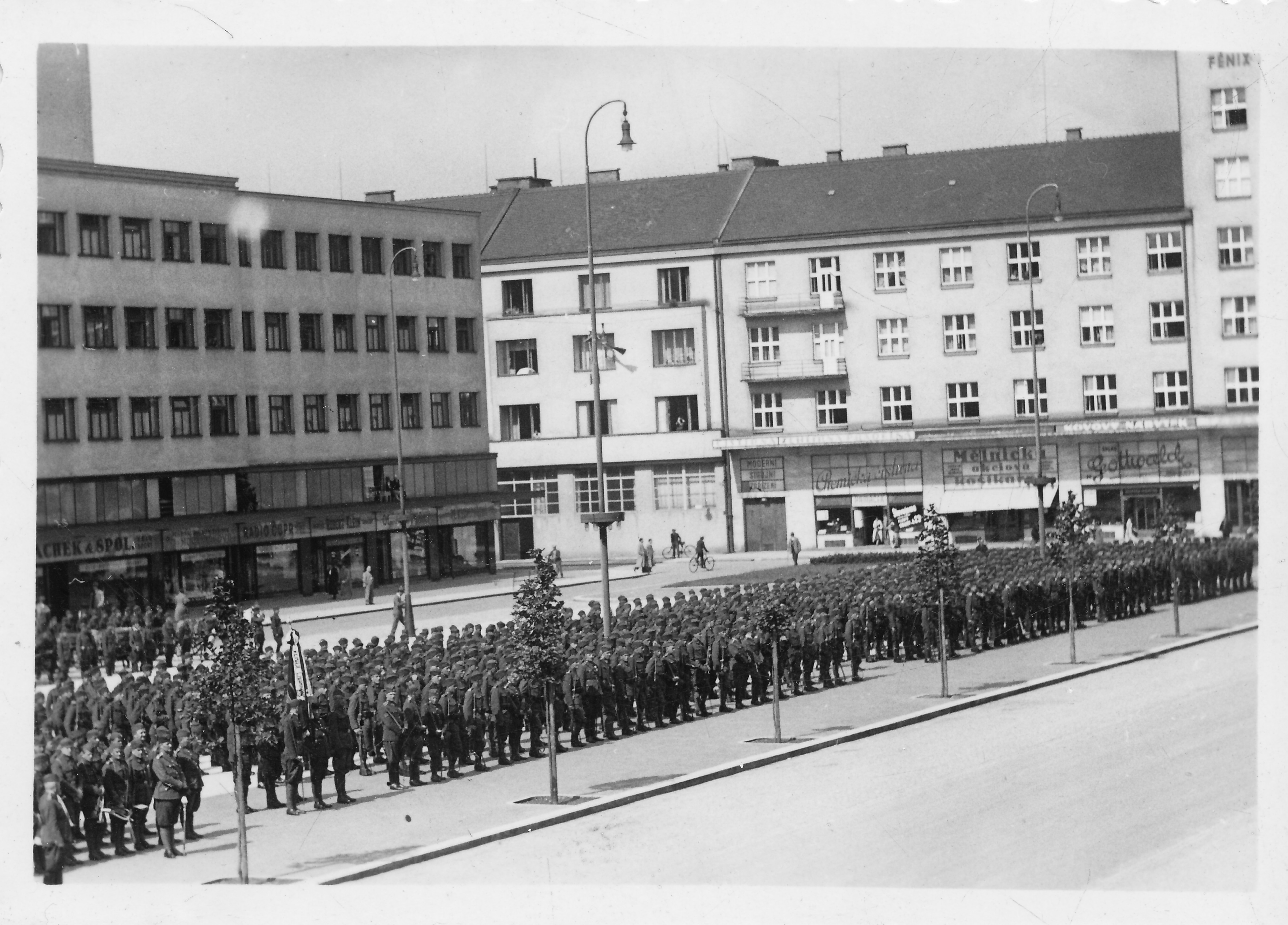
Ulrichovo náměstí, oslavy bitvy u Zborova 1937

Dne 5. června 1927 zažil pluk oslavy předávání kopie původního praporu 4. střeleckého pluku, která se stala novou plukovní zástavou. Kromě toho se jednotka účastnila např. slavností výročí bitvy u Zborova, kdy byly pořádány přehlídky na Ulrichově náměstí či připomínání odkazu husitských vojsk, pro které pluk vystrojil mužstvo např. replikami kostýmů a výzbroje středověkých jezdců.
V prosinci 1935 při volbě dr. Edvarda Beneše prezidentem republiky městem pochodovala hudba pluku a posádka měla odpolední volno. Narozeniny prezidenta Tomáše Garrigua Masaryka byly slaveny reprízou populárního představení Jízdní hlídka ze života čs. legionářů v Rusku, lampionovým průvodem k pomníku TGM na Masarykově náměstí a přehlídkou u sokolovny. Když v Marseille dne 10. října 1934 chorvatští fašisté ustašovci zavraždili za podpory fašistické Itálie jugoslávského krále Alexandra I. Karađorđeviće a francouzského ministra zahraničí Louise Barthoua, konala se v rámci nařízeného měsíčního státního smutku československé armády tryzna na dvoře Gayerových kasáren a v den pohřbů obou obětí tryzna na Velkém náměstí.
V letech hospodářské krize vyvíjel pluk humanitární činnost. Např. dne 26. října 1934 uspořádal hospodář pluku kapitán Žaboketský večírek v Klicperově divadle, který byl pro zájem veřejnosti dnev 8. prosince opakován a výtěžek z dobrovolné sbírky darován chudým Hradce Králové. Rovněž 22. prosince vojenské zátiší pluku pohostilo a obdarovalo 61 nejchudších dětí z obecných škol v Hradci Králové. Pluk vyvíjel úsilí o zlepšení sociálních a vzdělanostních poměrů i směrem dovnitř, např. knihovna vojenského zátiší pluku nabízela jeho vojákům 4648 knih, součástí pluku byl jeden z 82 vojenských kinosálů v Československu, kde se hrálo čtyřikrát týdně. V československé armádě byla aplikována výchova k modelu demokratické společnosti rovných občanských práv a postavení. Na Vánoce tak měla každá rota svůj stromek s výzdobou, který obdržela z vojenského zátiší, a na Štědrý večer navštěvoval vojáky generál Karel Kutlvašr.

## Výcvik
Vojáci pěšího pluku 4 také jako všichni příslušníci československé armády intenzivně cvičili. Cvičné ostré střelby se konaly většinou v létě, např. na týden ve vojenském táboře v Milovicích, kde se v jeho rámci konaly soutěže: polní střelba z pušky, lehkého kulometu vz. 26 a těžkého kulometu vz. 24, 10 km překážek se střelbou, 10 km závod hlídek v orientaci, hod granátem (rekord 67 metrů). Kromě toho v zimě probíhaly lyžařské soutěže 4. divize. Pěší pluk 4 se rovněž účastnil závěrečných manévrů československé armády v září 1934 v prostoru Golčův Jeníkov – Heřmanův Městec – Pardubice, kde ho navštívil náčelník hlavního štábu francouzské armády generál Gamelin za doprovodu ministra národní obrany Bohumíra Bradáče a gen. inspektora čs. armády Jana Syrového. Dne 26. září 1934 Gamelin a Syrový přímo navštívili Hradec Králové.
Druhá polovina 30. let se nesla ve znamení popularizace brannosti v odpovědi na rostoucí nebezpečí nacistické revizionistické politiky. V dubnu 1936 si tak např. na 50 žáků obecní školy z Červeného Kostelce prohlédlo kasárna a strávilo dva dny s vojáky pluku, aby se seznámilo s výkonem vojenské služby.

## Pěší pluk 4 v roce 1938
Od dubna 1937 nacvičovali vojáci pluku součinnost s příslušníky Stráže obrany státu – praporu Rychnov nad Kněžnou, kteří obsazovali bojová stanoviště v předpolí Hlavního obranného postavení pluku. Cvičení se tak soustředila na zaujetí obrany státní hranice v Orlických horách. Někteří záložníci byli určeni jako vojenské posily do družstev praporu Stráže obrany státu (SOS) Rychnov nad Kněžnou.
Dne 20. května 1938 ve 23:30 byla pro pěší pluk 4 vyhlášena pohotovost v rámci vyhlášené ostrahy hranic. Od 3:00 21. 5. pluk odjížděl z Hradce Králové na hlavní obranné postavení do Orlických hor. Nástup záložníků byl plynulý: do 22. května nastoupilo z povolaného I. ročníku zálohy u pěšího pluku 4 70 % záložníků, pluk tak dosáhl síly 57 důstojníků, 17 rotmistrů, 1984 mužů, 136 kulometů, 2 minomety a 2 protitankové kanony. Od 10. června se pluk z pozic stahoval. 16. června se stáhl jako poslední III./4 prapor pochodem na trase Bačetín – Dobruška – Pulice – Jílovice – Librantice – Slatina – Gayerova kasárna.

### Stanislav Roubal
Patrně nejčastěji skloňovaným jménem bývalého příslušníka pěšího pluku 4 v souvislosti s tragickými událostmi roku 1938 je jméno desátníka četnictva Stanislava Roubala. Vojenskou službu nastoupil 1. října 1934 u 10. roty, absolvoval poddůstojnickou školu, taktéž kurz pozorovatelů a střelců kulometů proti letadlům. Do zálohy odešel od 5. roty 4. pěšího pluku 1. října. 1936 v hodnosti desátníka. Byl u pluku oceňován pro svou veselou bodrou povahu, i jako schopný instruktor a zdatný střelec z pušky. Dne 1. července 1938 byl přijat jako četník na zkoušku k Zemskému četnickému velitelství v Praze a zařazen k pohotovostnímu oddílu ve Falknově nad Ohří (dnešním Sokolově). Padl 13. září 1938 v Habartově při potlačování henleinovského povstání před místní četnickou stanicí. Jeho pohřeb v domovské obci Velké Poříčí se stal díky mnohatisícové účasti manifestací za obranu republiky proti nacismu.

### Přepadení Masarykovy chaty
Dne 21. září 1938 v 0:15 byla střelbou přepadena Masarykova chata na Šerlichu, kde byla ubytována 7. četa 1. roty praporu Stráže obrany státu (SOS) Rychnov nad Kněžnou, sestávající vesměs z příslušníků Finanční stráže z oddělení v Deštném v Orlických horách. Teroristé Sudetendeutsche Freikorps podporováni německými celníky se přiblížili na vzdálenost dohozu ručního granátu, kterými se snažili obránce vytlačit. Civilní personál prchal okny chaty do vnitrozemí, zatímco útočníci zapálili automobil správce chaty a snažili se jej použít jako beranidlo. Obránci ustoupili, aby se přeskupili a po 45 minutách dobyli chatu zpět, přičemž byl průstřelem levého předloktí raněn vojín vojenské posily od pěšího pluku 4, Alois Preclík, který byl převezen do vojenské nemocnice v Josefově, odkud se po rekonvalescenci vrátil do služby a 20. listopadu 1938 byl propuštěn ze Stráže obrany státu (SOS).

### Sebevraždy

#### František Paul
Záhadným dojmem působí smrt vojína německé národnosti Františka Paula, který spáchal den po vyhlášení mobilizace (24. září 1938) sebevraždu oběšením v Gayerových kasárnách. Odůvodnil ji „obavami z vojenské služby“. I z toho důvodu se ve světle podobných případů, motivovaných strachem z pomsty nacistů za službu v československé armádě, nabízí u vojáka pocházející ze značně nacifikované části pohraničí otázka, zda nesehrály v jeho rozhodnutí odejít ze života i psychologické tlaky „soukmenovců“.

#### Miroslav Šilhan
Další sebevraždou se stal čin dvaadvacetiletého vojína Miroslava Šilhana, který byl od I. praporu pěšího pluku 4 převelen k 2. rotě hraničářského praporu 11 k Dyjákovicím do linie lehkého opevnění nového typu na jižní Moravě. Vojín Šilhan se zastřelil dne 22. září 1938, a to v návaznosti na přijetí britsko-francouzského ultimáta o odstoupení pohraničních oblastí československou vládou o den dříve. Zanechal po sobě tři dopisy – rodičům, své dívce a kamarádům. Znění dopisu adresovaného kamarádům bylo následující:
„Vojáci!
Prosím Vás, pamatujte na svoji přísahu, nedopusťte, aby vláda bez se boje vzdala 1 m2 našeho území. Pamatujte na svoji přísahu, na své ženy, děti, matky, otce a příbuzné, co Vám řeknou, až přijdete domů: „Ty jsi byl voják, bez boje si se vzdal toho, pro co naše legie krvácely a mnoho životů padlo.“
Vojín Mirko Šilhan, 1. rota 4. p. pl. Prok. Velikého“

### Mobilizace a okupace
Dne 22. září 1938 padla vláda Milana Hodži (ve stejný den jako sebevražda vojína Šilhana) a o 24 hodin později byla vyhlášena mobilizace. Zářijové mobilizační nasazení pluku začalo v sobotu 24. září, kdy prvních 800 mužů posílilo strážní prapory na linii lehkého opevnění nového typu v Orlických horách. Velitelství pluku (krycí jméno „Oskar“) se přemístilo do Dobrušky. Obranný úsek I./4 praporu (krycí jméno „Aleš“) se táhl od České Čermné do Borové k tvrzi Skutina se stanovištěm velitele v Novém Hrádku. Zdejší linie lehkého opevnění byla stavebně dokončena, pevnůstky byly vybaveny ventilátory a periskopy. Scházely ale lafety pro kulomety a spojovací materiál. Protitankovou obranu posilovaly dvě čety protitankových kanonů a 1200 metrů protitankového příkopu. Východně od I. praporu zaujímal pozice II. prapor (krycí jméno „Ilona“) a to od kóty 1049 Sedloňovský vrch po Velkou Deštnou se stanovištěm velitele v Deštném. Opevnění bylo z valné většiny rozestavěné, pouze objekty v okolí silnice z Masarykovy chaty do Zákoutí se podařilo zásobit částí vnitřního vybavení. Protitankovými kanony navíc prapor nedisponoval a katastrofální situace panovala u těžkých kulometů: jednotka sice obdržela 16 moderních těžkých kulometů vz. 37, z důvodu chybějící lafetace ale mohla v opevnění použít pouze 10 z nich a navíc měla jediného instruktora, který se zbraněmi uměl zacházet, jelikož zbraně dorazily k praporu až 16. září. Protipěchotní překážky rovněž museli vojáci z valné většiny teprve budovat. III. prapor (s krycím názvem „Dagmar“) tvořil plukovní zálohu. Dne 14. září se přesunul do mobilizační stanice ve Svinarech a po nástupu záložníků 10. rota odpochodovala na Velkou Deštnou, kde 24. září zaujala obranné postavení. Zde se opevnění nestačilo vybudovat s výjimkou jediného nedokončeného objektu vůbec a vojáci tak hloubili dřevozemní kryty a horečně stavěli překážky. Celkem pěší pluk 4 bránil 19 km dlouhý úsek v síle 167 důstojníků, 48 rotmistrů a 5 547 mužů, kteří disponovali 12 kanony proti útočné vozbě, 6 minomety a 424 kulomety.
Do 1. mobilizačního dne (neděle 25. září), nastoupilo 75 % záložníků: z povolávaných 10 důstojníků a 2633 mužů se dostavilo 8 důstojníků a 2434 mužů, z 2045 záložníků německé národnosti nastoupilo jen 998 mužů, z důstojníků německé národnosti pak bylo povoláno 49 a dostavilo se pouhých 17. Pluk tak ve válečné organizaci sestával z 30 % z aktivního mužstva, zbytek tvořili záložníci, přičemž téměř třetinu stavu tvořilo mužstvo německé a maďarské národnosti. Problémy panovaly u roty doprovodných zbraní, kde část záložníků byla zaškolována v obsluze protitankových kanonů až po vystrojení, rovněž plukovní zálohy dosáhly pouze 30 % válečného stavu.
Obecně se dá říci, že polní opevnění bylo v úseku svěřenému pěšímu pluku 4 na vysoké úrovni dokončenosti, co se týká palebného plánu, počtu a propracovanosti objektů, které ukrývaly jak protitankové kanony a minomety, tak kulomety, které nemohly být umístěny v opevnění. Rovněž morálka byla na potřebné úrovni a dle mobilizačních hlášení mezi sebou jednotlivé roty závodily v rychlosti provádění stanovených úkolů; nemocnost mužstva byla velmi nízká. Rozkaz o zastavení polních opevňovacích prací dorazil k pěšímu pluku 4 dne 1. října 1938 ve 21:00; v tu dobu již byly známy rozkazy o nařizované evakuaci hlavního obranného postavení v důsledku přijetí mnichovského diktátu den předtím. Během evakuace trvající do 4. října za nebývalého vypětí sil odsunuly jednotky pěšího pluku 4 z hlavního obranného postavení na 335 tun materiálu všeho druhu.
Dne 9. října bylo hlavní obranné postavení (HOP) pěšího pluku 4 odstoupeno Německu, v 16:00 následujícího dne zaujal pluk nové obranné pozice v prostoru Nový Hrádek – Bystré s přehrazením směrů Olešnice – Dobruška a Sedloňov – Dobruška, výjimkou byl I. prapor, jemuž svěřené objekty zůstaly v okleštěném Česko-Slovensku. Odtud byli záložníci odsunuti 25. října k demobilizaci do Opočna a následně do Hradce Králové kde do 27. října odevzdali výstroj a výzbroj. Dne 5. prosince 1938 byla zrušena ostraha hranic, což mělo za následek stažení jednotek z demarkační čáry. I./4 prapor byl převelen do Orlických kasáren v Žamberku, II./4 prapor do kasáren v Rychnově nad Kněžnou. III. prapor spolu s rotou doprovodných zbraní a dalšími jednotkami se 6. prosince 1938 vrátil do Gayerových kasáren v Hradci Králové. Zde jej také 15. března 1939 v 10:15 zastihla nacistická okupace českých zemí. Poslední zápis v plukovní kronice nese datum 23. března 1939, přičemž celá výstroj, zařízení a výzbroj pluku padla do rukou Wehrmachtu, mužstvo a důstojníci byli okamžitě odzbrojeni a po oněch osm dní drženi v kasárnách.

## Významní členové 4. pěšího pluku
Březnovou okupací roku 1939 sice skončila činnost 4. pěšího pluku, ale neskončil boj pro muže, kteří prošli službou u tohoto vojenského útvaru. Dále bojovali o svobodnou Československou republiku prakticky na každé frontě národního odboje.

### Čelní představitelé

#### Bohumil Boček

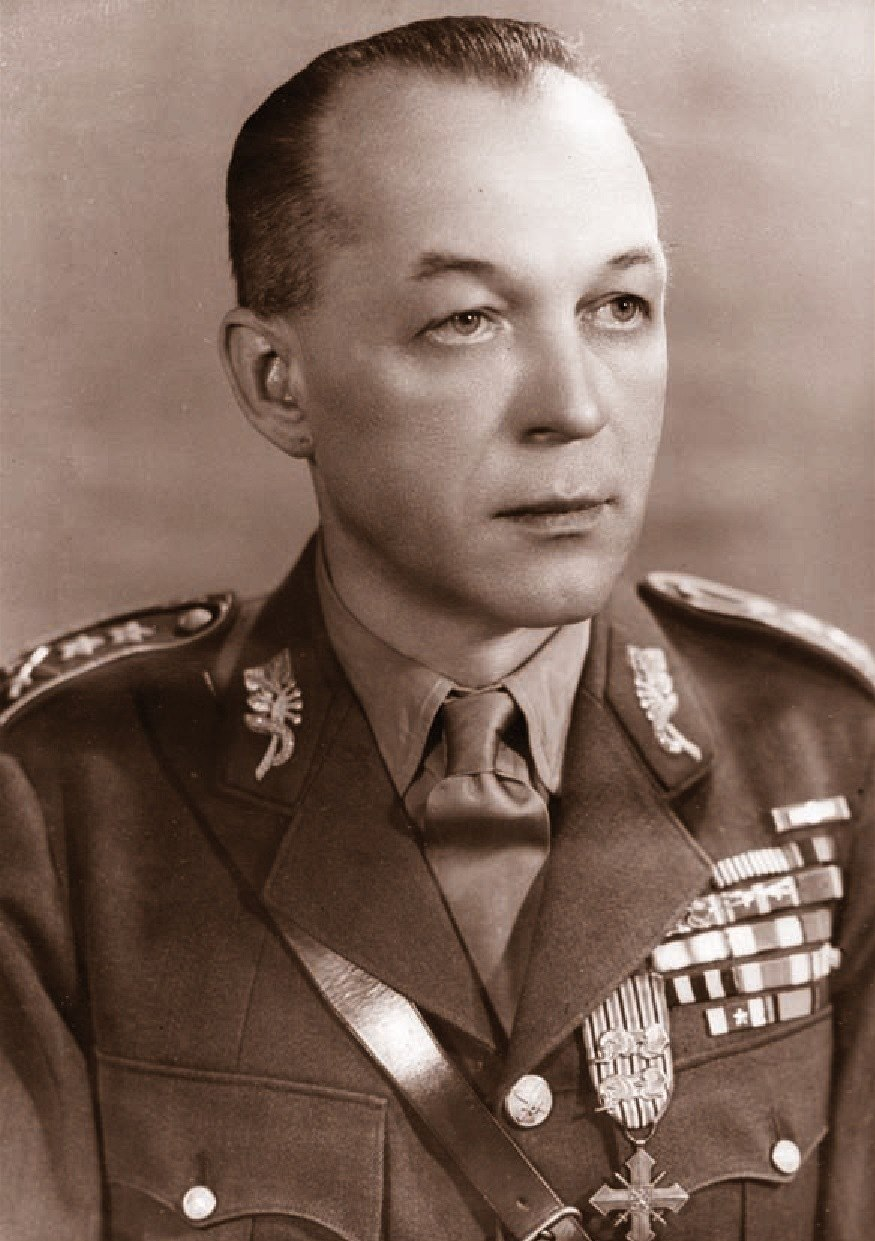
Bohumil Boček

Nejslavnějším příslušníkem 4. pěšího pluku byl pozdější náčelník Hlavního štábu čs. armády Bohumil Boček. Do ruských legií se přihlásil již v listopadu 1915 v Kyjevě, v řadách 3. čs. střeleckého pluku prodělal bitvu u Zborova. Ve druhé polovině 20. let velel II. praporu pěšího pluku 4 „Prokopa Holého“. Ve 30. letech pak byl přednostou výcvikové skupiny čs. branné moci. V září 1938 se nacházel v nemocničním ošetřování po autonehodě, do odboje ve strukturách Obrany národa se zapojil v létě 1939 po propuštění z Vládního vojska na vlastní žádost. V únoru 1940 ilegálně opustil Protektorát a zamířil do Spojeného království, kde působil na postu přednosty I. odboru MNO. Prodělal parašutistický kurz ve Skotsku a přípravu na vysazení v Protektorátu, ze kterého pro zranění páteře sešlo. Na jaře 1944 byl jmenován zástupcem velitele čs. obrněné brigády a následně převelen do SSSR. Nejprve působil jako zástupce velitele 1. brigády 1. československého armádního sboru v SSSR, po smrti generála Vedrala-Sázavského jejím velitelem. V této funkci absolvoval boje v Dukelském průsmyku. 15. dubna 1945 byl jmenován náčelníkem hlavního štábu čs. branné moci. Po únorových událostech roku 1948 se coby člen Armádního poradního sboru spolupodílel na čistkách v armádě. Po zatčení syna Zdeňka pro protistátní činnost v létě 1948 byl funkce zproštěn, k 1. lednu 1950 dán do trvalé výslužby. V únoru 1951 byl zatčen pro zločin vyzvědačství, úkladů o republiku a vojenské zrady, následně odsouzen na doživotí. Stejný rozsudek si vyslechl i jeho syn. Kromě toho bylo zabaveno veškeré jeho jmění, zemřel ve věznici ve Valdicích v říjnu 1952. Jeho manželka Zdeňka Pouznarová byla spolu se svými rodiči popravena v Mauthausenu v roce 1942 za kontakty s odbojovou skupinou štábního kapitána Václava Morávka.

#### Bohumil Matoušek
Major Bohumil Matoušek, veterán od Zborova, Samary a Penzy, nastoupil k pěšímu pluku 4 v červenci 1920 jako velitel technické roty pluku. Postupem času vedl zákopnický kurz a velel 4./4. rotě. Od 1. prosince 1936 velel praporu Stráže obrany státu Rimavská Sobota. V Hradci Králové prožil okupaci, od prosince 1944 byl činný v partyzánské skupině Victoria. 5. května 1945 se přihlásil v hradeckých kasárnách a organizoval technický prapor pro potřeby povstání. V roce 1948 byl vystěhován z centra Hradce Králové a byla mu znárodněna část majetku. Do své smrti v roce 1985 pracoval jako skladník v hradeckém pivovaru.

#### Alois Fišera
Divizní generál Alois Fišera prošel se 4. střeleckým plukem již bitvou u Lipjag, ve které byl raněn. Se 4. plukem se rovněž vrátil do vlasti a sloužil v jeho řadách do roku 1922. Od října do listopadu 1938 byl zařazen pod generálem Rudolfem Viestem v československo-maďarské delimitační komisi, která stanovovala hranici zdeformovanou Vídeňskou arbitráží. Následně byl převelen k 12. pěší divizi ve Svalavě jako náčelník jejího štábu. Aktivně se tak podílel na řízení březnových ústupových bojů s Maďary na Podkarpatské Rusi. V červnu 1939 ilegálně odešel do Polska, kde se zapojil do chodu agenturní ústředny čs. zpravodajské služby v Krakově. Po pádu Polska odjel do Francie a následně do Velké Británie, kde prováděl nábor krajanů do čs. exilové armády. V lednu 1940 se vrátil z Londýna do Francie coby náčelník štábu 1. čs. divize a prodělal boje na Seině a Loiře v červnu 1940. Po porážce Francie působil ve Spojeném království jako vojenský atašé postupně u polské, belgické a lucemburské exilové vlády. Jako takový působil na jaře 1945 v osvobozeném Bruselu. Únor 1948 jej zastihl na pozici zástupce velitele Vysoké školy válečné, v dubnu 1948 se stal dokonce jejím velitelem, avšak záhy ji musel opustit, byl coby bývalý legionář degradován a vystěhován z Prahy. Zemřel v roce 1981 v Lysé nad Labem.

#### Karel Janouch
Bitvy u Lipjag, Bachmače a Penzy se zúčastnil na pozici velitele vozatajské roty 4. střeleckého pluku Karel Janouch. S útvarem se vrátil do ČSR a sloužil u něj do roku 1922. Posléze velel II. a III. praporu pěšího pluku 30 „Aloise Jiráska“ ve Vysokém Mýtě, za mobilizace velel jeho mobilizačnímu dvojčeti, pěšímu pluku 80. Ministerstvem národní obrany v likvidaci byl pověřen v létě 1939 funkcí úředníka na Ministerstvu zemědělství, kterou nenastoupil, ale místo toho odešel ilegálně do Polska. Ve Francii velel Náhradnímu tělesu 1. čs. divize. Na tomto postu si však příliš dobře nevedl, jelikož byl na doporučení velitele 1. čs. divize generála Bedřicha Neumanna propuštěn ze služby po přesunu československého vojska do Velké Británie. Sloužil tak v britské Home Guard a v srpnu 1946 byl dán definitivně do výslužby.

#### Dezider Kirinovič
Štábní kapitán Dezider Kirinovič byl nadaným mužem hovořícím šesti jazyky. Byl talentovaným plavcem, šermířem, jezdcem na koni a lyžařem. U pěšího pluku 4 sloužil od roku 1922 nejprve jako velitel pěší čety a posléze velitel roty. Dne 25. března 1934 byl jako zpravodajský důstojník pěšího pluku 4 u hraničního přechodu do Kladska v Machově těsně u československo-německých hranic na československé straně přepaden a úředníky Gestapa za asistence říšských četníků do Německa odvlečen. Přes opakované brutální mučení s použitím drog neprozradil jediného z agentů zpravodajské sítě, kterou v Německu úspěšně budoval. Paradoxní je fakt, že jej Gestapu zradili jeho vlastní informátoři Franz Schwab a Robert Jansa. Pro zločin vyzvědačství byl kapitán Kirinovič v Německu odsouzen k 15 letům vězení, přičemž soud odmítal vzít v potaz fakt jeho únosu. Případ byl interpelován i československém parlamentu v dubnu 1934, avšak navrátit kapitána Kirinoviče na území ČSR se podařilo až v říjnu 1935, kdy byl vyměněn čs. zpravodajskou službou za dva německé vězně. Věznění v Berlíně a Vratislavi se na něm fyzicky i psychicky podepsalo, zbytek života prožil v psychiatrických léčebnách na Slovensku. Dezider Kirinovič zemřel ve věku 87 let v roce 1978 v Bratislavě.

### Zatčení a zabití během nacistické okupace
Někteří muži, kteří prošli řadami pěšího pluku 4 „Prokopa Holého“ na rozličných funkcích, byli v boji proti nacistickým okupantům zatčeni, mučeni a zabiti.

#### František Dědič
Plukovník generálního štábu František Dědič prožil světovou válku na italském válčišti u c. k. pěšího pluku 95. V Hradci Králové pobýval v letech 1931–1934, kde bydlel v ulici Hradecká, čp. 501/19. Dům dnes nese pamětní desku. V období od 15. září 1933 do 29. září 1934 velel I. pěšímu praporu při 4. pěším pluku v Hradci Králové. Za zářijové mobilizace působil na štábu Hlavního velitelství ve Vyškově. Od počátku okupace byl členem Ústředního vedení Obrany národa. Spolupracoval např. s generálem Bedřichem Homolou, s plukovníkem Josefem Mašínem připravoval atentát na K. H. Franka. Především však zajišťoval spojení mezi ministerským předsedou Aloisem Eliášem a londýnskou exilovou vládou prostřednictvím udržování radiospojení. Gestapo jej zatklo 9. září 1941, o tři týdny později byl zastřelen v jízdárně ruzyňských kasáren.

#### Josef Malý
Brigádní generál Josef Malý prošel u 5. čs. střeleckého pluku srážkami u Vladivostoku, Nikolsku Ussurijského a Kunguru. Ze své funkce vojenského atašé v Bělehradě byl odvolán a přemístěn coby zástupce velitele pěšího pluku 4 – tuto funkci vykonával v létě 1938. Po vzniku protektorátu se podílel na vzniku struktur ON v Hradci Králové a Jaroměři. Vešel ve styk s generálem Josefem Bílým, po jeho zatčení a popravě pracoval s jeho nástupcem, generálem Homolou. V červenci 1941 byl zatčen Gestapem, mučen na Pankráci a 1. 10. téhož roku zastřelen v ruzyňské jízdárně.

#### Karel Mašinda
Major Karel Mašinda vstoupil do čs. ruských legií v červenci 1917 a následně byl odeslán do Francie, kde prodělal bitvu o Terron na podzim 1918. Po návratu do vlasti se účastnil bojů na Těšínsku a Slovensku. V říjnu 1932 převzal velení jedné z pěších rot pěšího pluku 4. Po vzniku Vládního vojska se coby příslušník praporu 7 zapojil v rámci Obrany národa do odboje. V lednu 1941 byl zatčen Gestapem a vězněn v Hradci Králové, Drážďanech, Golnově a Untermassfeldu. Při převozu z poslední věznice zemřel za nevyjasněných okolností dne 16. ledna 1945.

#### Jaroslav Jirouš
Četař Jaroslav Jirouš narukoval k pěšímu pluku 4 v roce 1935. Zůstal v armádě jako délesloužící poddůstojník a v srpnu 1938 byl převelen k hraničářskému pluku 18 – osádkám opevnění na Náchodsku. V červenci 1939 se vrátil do Hradce Králové v uniformě 6. praporu Vládního vojska. Ač měl dvouletého syna a několikaměsíční dceru, přeběhl dne 10. července 1944 během nasazení praporu v Itálii k partyzánům. O dva týdny později přešel Alpy a ze Švýcarska mířil k exilové čs. armádě. Dne 1. ledna 1945 dorazil k československé samostatné obrněné brigádě, konkrétně jejímu 3. tankovému praporu, kde se stal velitelem družstva 1. roty. Padl dne 11. dubna 1945 během protiútoku na továrnu Filature, kterou Němci získali úspěšnou ztečí na jednotkách Svobodných Francouzů. Spolu s ním padlo z jeho roty dalších 11 mužů a 28 bylo raněno.

### Padlí během pražského povstání
V pražském povstání padlo pět bývalých příslušníků pěšího pluku 4.

#### Jan Navrátil
Četař Jan Navrátil (8. prosince 1914 – 5. května 1945 Praha, Žižkov). Vojenskou službu nastoupil 1. října 1936.  K 1. květnu 1937 byl povýšen na svobodníka, 1. listopadu 1937 na desátníka a 16. srpna 1938 na četaře. Do zálohy byl propuštěn 1. března 1939. Zemřel dne 5. května 1945 na následky střelného poranění na Žižkově v Husově ulici před vchodem do kina Ponec. Dne 13. května 1945 byl pohřben na Olšanských hřbitovech. Vystřídal profese dopravního zřízence a holiče.

#### Jan Stejskal
Vojín Jan Stejskal (16. července 1916 Praha – 8. května 1945 Praha). Narodil se svobodné matce. Profesí pomocný dělník nastoupil dne 1. října 1937 vojenskou službu u technické roty pěšího pluku 4 „Prokopa Velikého“. Od dubna 1938 byl zařazen do kanonové čety roty doprovodných zbraní pluku jako protitankový dělostřelec. Propuštěn do civilu byl 1. dubna 1939. Dne 8. května 1945 byl v Michli smrtelně zraněn. Následkům zranění podlehl o tři dny později.

#### Karel Šindelář
Vojín Karel Šindelář (11. února 1917 Žižkov – 6. května 1945 Praha, Podbaba). Narodil se v rodině akvizičního úředníka. Jeho otec zemřel ještě před vypuknutím 2. světové války. Vychodil obecnou školu, nižší reálku a obchodní školu. Od 1. března 1939 vykonával vojenskou službu u 10. roty pěšího pluku 4 „Prokopa Velikého“. V důsledku okupace byl propuštěn do civilu. Vykonával povolání soukromého úředníka. Byl ženatý a stal se otcem jednoho dítěte. Padl 6. května 1945 v Praze Podbabě, když byl na barikádě pod okny svého bytu zasažen do hlavy.

#### Josef Vyhnálek
Svobodník Josef Vyhnálek (18. listopadu 1912 Praha – 5. května 1945 Praha, Smíchov). Narodil se jako nemanželský syn. Domovsky příslušný byl v Borohrádku. Bydlel v Žamberku s matkou a pracoval jako pekař. V roce 1933 získal vůdčí list (řidičské oprávnění). Od 1. října 1934 vykonával vojenskou službu u 10. roty pěšího pluku 4 „Prokopa Velikého“, absolvoval poddůstojnickou školu, v jejím rámci prošel kurzem pro sběrače raněných a nosiče obvazů. Propuštěn do zálohy byl 2. října 1936. Od 22. srpna do 25. října 1938 prodělal mimořádná cvičení související s ohrožením státu. Padl dne 5. května 1945 u Ženských domovů na Smíchově.

#### Jaroslav Macháček
Vojín Jaroslav Macháček (31. prosince 1915 Podolí 8. května 1945 Praha, Hlubočepy). Povoláním instalatér nastoupil vojenskou službu 1. října 1937. Propuštěn do civilu byl 1. dubna 1939. Padl dne 8. května 1945 v Hlubočepích.